# Choreutis
Choreutis là một chi bướm đêm thuộc họ Choreutidae.

## Các loài
- Choreutis achyrodes (Meyrick, 1912)
- Choreutis aegyptiaca (Zeller, 1867)
- Choreutis amethystodes (Meyrick, 1914)
- Choreutis angulosa [Diakonoff], 1968
- Choreutis anthorma (Meyrick, 1912)
- Choreutis antichlora (Meyrick, 1912)
- Choreutis antiptila Meyrick, 1912
- Choreutis argoxantha (Meyrick, 1934)
- Choreutis atrosignata (Christoph, 1888)
- Choreutis basalis (Felder & Rogenhofer, 1875)
- Choreutis bathysema (Diakonoff, 1978)
- Choreutis betuliperda (Dyar, 1902)
- Choreutis caradjai Diakonoff, 1984
- Choreutis chalcotoxa (Meyrick, 1886)
- Choreutis chelaspis (Meyrick, 1928)
- Choreutis chi (Durrant, 1915)
- Choreutis collapsa (Meyrick, 1934)
- Choreutis cothurnata (Meyrick, 1912)
- Choreutis cunuligera (Diakonoff, 1978)
- Choreutis cyanogramma (Diakonoff & Arita, 1979)
- Choreutis cyanotoxa (Meyrick, 1907)
- Choreutis diana (Hübner, [1822])
- Choreutis dichlora (Meyrick, 1912)
- Choreutis diplogramma (Meyrick, 1921)
- Choreutis dryodora (Meyrick, 1921)
- Choreutis emplecta (Turner, 1941)
- Choreutis entechna (Meyrick, 1920)
- Choreutis equatoris (Walsingham, 1897)
- Choreutis euclista (Meyrick, 1918)
- Choreutis eumetra (Meyrick, 1912)
- Choreutis falsifica (Meyrick, 1927)
- Choreutis flavimaculata (Walsingham, 1891)
- Choreutis fulminea (Meyrick, 1912)
- Choreutis gratiosa (Meyrick, 1911)
- Choreutis holachyrma (Meyrick, 1912)
- Choreutis hyligenes (Butler, 1879)
- Choreutis hypocroca (Diakonoff, 1978)
- Choreutis ialeura (Meyrick, 1912)
- Choreutis inscriptana (Snellen, 1875)
- Choreutis irimochla (Meyrick, 1921)
- Choreutis irridens (Meyrick, 1921)
- Choreutis itriodes (Meyrick, 1912)
- Choreutis japonica (Zeller, 1877)
- Choreutis lethaea (Meyrick, 1912)
- Choreutis limonias (Meyrick, 1907)
- Choreutis ludifica (Meyrick, 1914)
- Choreutis lutescens (Felder và Rogenhofer, 1875)
- Choreutis lygaeopa (Turner, 1923)
- Choreutis marzoccai Pastrana, 1991
- Choreutis melanopepla (Meyrick, 1880)
- Choreutis melophaga (Meyrick, 1931)
- Choreutis mesolyma (Diakonoff, 1978)
- Choreutis metallica (Turner, 1898)
- Choreutis minuta (Diakonoff & Arita, 1979)
- Choreutis montana (Danilevsky, 1973)
- Choreutis nemorana (Hübner, [1799])
- Choreutis niphocrypta (Meyrick, 1930)
- Choreutis novarae Felder và Rogenhofer, 1875
- Choreutis obarata (Meyrick, 1921)
- Choreutis ophiosema (Lower, 1896)
- Choreutis optica (Meyrick, 1921)
- Choreutis ornaticornis (Walsingham, 1900)
- Choreutis orthogona (Meyrick, 1886)
- Choreutis pariana (Clerck, 1759)
- Choreutis parva (Pagenstecher, 1884)
- Choreutis pelargodes (Meyrick, 1921)
- Choreutis periploca (Turner, 1913)
- Choreutis piepersiana (Snellen, 1885)
- Choreutis plectodes (Meyrick, 1921)
- Choreutis plumbealis (Pagenstecher, 1884)
- Choreutis porphyratma (Meyrick, 1930)
- Choreutis psilachyra (Meyrick, 1912)
- Choreutis pyrroclista (Meyrick, 1922)
- Choreutis quincyella (Legrand, 1965)
- Choreutis regularis (Pagenstecher, 1884)
- Choreutis sandaracina (Meyrick, 1907)
- Choreutis sapporensis (Matsumura, 1931)
- Choreutis semicincta (Meyrick, 1921)
- Choreutis sexfasciella (Sauber, 1902)
- Choreutis simplex Diakonoff, 1955
- Choreutis stereocrossa (Meyrick, 1921)
- Choreutis strepsidesma (Meyrick, 1912)
- Choreutis streptatma Meyrick, 1938
- Choreutis submarginalis (Walker)
- Choreutis sycopola (Meyrick, 1880)
- Choreutis taprobanes (Zeller, 1877)
- Choreutis tigroides (Meyrick, 1921)
- Choreutis tomicodes (Meyrick, 1930)
- Choreutis topitis (Durrant, 1915)
- Choreutis torridula (Meyrick, 1926)
- Choreutis tricyanitis (Meyrick, 1925)
- Choreutis trogalia (Meyrick, 1912)
- Choreutis turilega (Meyrick, 1924)
- Choreutis vinosa (Diakonoff, 1978)
- Choreutis xanthogramma (Meyrick, 1912)
- Choreutis yakushimensis (Marumo, 1923)

## Hình ảnh

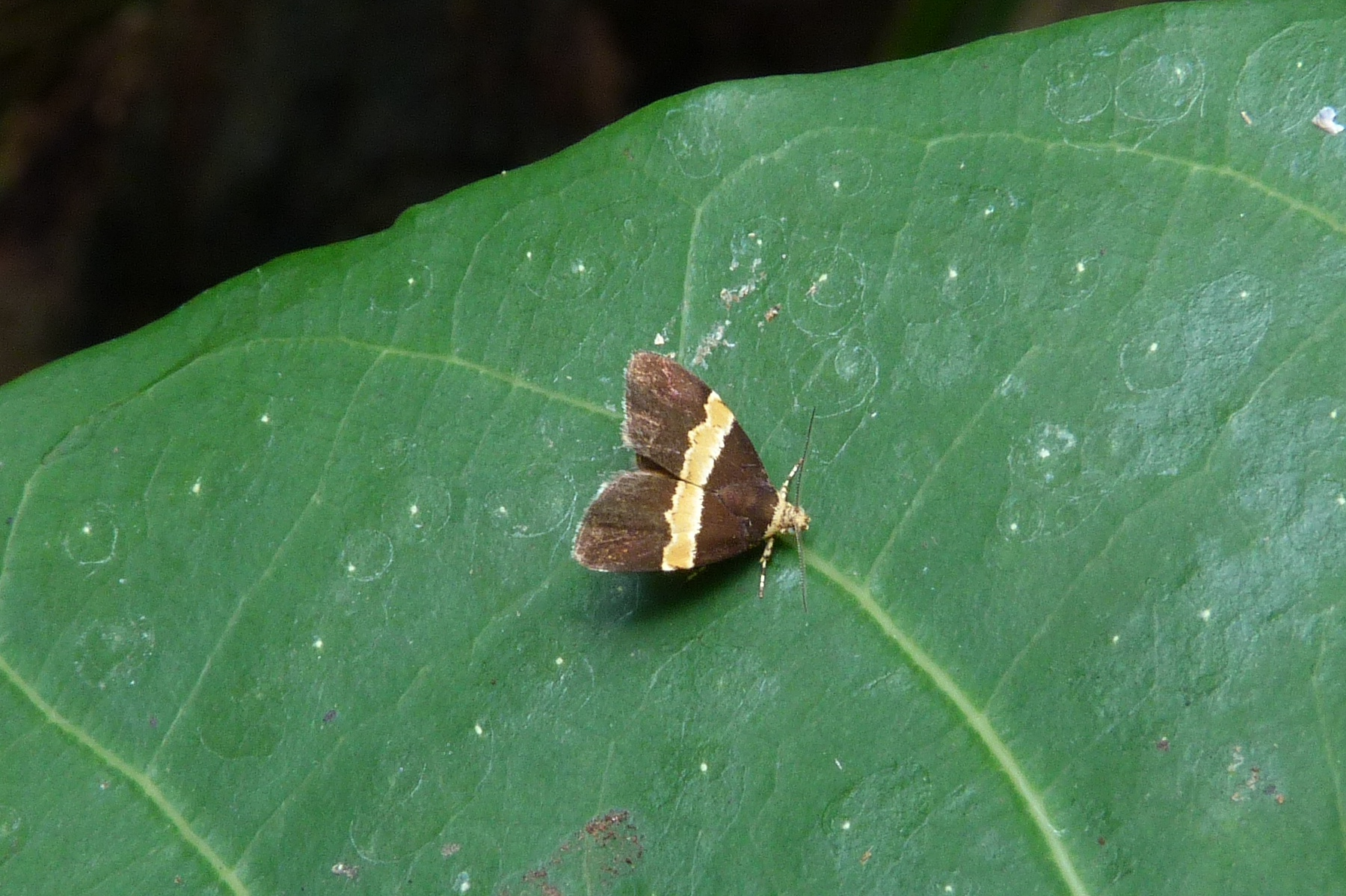